# Риндом, Анне-Мари
Анне-Мари Риндом (дат. Anne-Marie Rindom, род. 14 июня 1991 года, Сёллерёд, Дания) — датская яхтсменка, олимпийская чемпионка 2020 года и чемпионка мира 2015 и 2019 годов в классе «Лазер Радиал», чемпионка мира 2022 года в классе ILCA 6. Победительница Кильской недели (2009, 2010, 2018, 2020) и Французской олимпийской недели (2011, 2015). Чемпионка Дании (2015, 2016, 2017).

## Биография
До 2009 года Риндом выступала в классе Европа, в котором июле 2008 года стала серебряным призёром чемпионата мира, а в июле 2009 года чемпионкой. Затем датчанка перешла в олимпийский класс «Лазер Радиал». Спустя несколько месяцев после своего дебюта в новом классе Риндом стала второй на юниорском первенстве мира. В 2012 году Риндом приняла участие в летних Олимпийских играх Лондоне и заняла там 13-е место. В период с 2012 по 2016 год на счету Анне-Марии значилось несколько побед и множество призовых мест в рамках этапов Кубка мира. На чемпионате мира 2014 года в Сантандере Риндом заняла 7-е место, что позволило вновь завоевать олимпийскую лицензию. В 2015 году датчанка одержала победу на чемпионате мира в классе «Лазер Радиал».
Летом 2016 года Анне-Мари Риндом приняла участие в своих вторых Олимпийских играх. Датская яхтсменка лишь в одной гонке смогла прийти к финишу первой, но стабильно высокие результаты, показанные в других гонках позволили датчанке до последнего бороться за победу. Перед началом медальной гонки Риндом шла на 2-м месте, уступая лидирующей голландке Марит Бауместер всего 8 очков. Однако в решающей гонке Анне-Мари пришла к финишу только 8-й, в результате чего её смогла опередить ирландка Аннализ Мёрфи

## Выступления на Олимпийских играх
| Игры                | Класс        | Место |
| ------------------- | ------------ | ----- |
| 2012 Лондон         | Лазер Радиал | 13    |
| 2016 Рио-де-Жанейро | Лазер Радиал | 3     |
| 2020 Токио          | Лазер Радиал | 1     |
| 2024 Париж          | ILCA 6       | 2     |